# Федотково (Великолукский район)
Федотково — деревня в Великолукском районе Псковской области России. Входит в состав сельского поселения «Горицкая волость».
Расположена на северо-западе района в 12 км к северо-западу от райцентра Великие Луки.
Численность населения по оценке на 2000 год составляла 7 жителей, на 2010 год — 10 жителей.